# Ricka Schönn
Maria Anna Friederika „Ricka“ Schönn, verheiratete (Edle von) Bratusch(-Marain) (* 8. Dezember 1867 in Wien; † 22. Mai 1936 ebenda) war eine österreichische Malerin.

## Leben
Schönn war eines von sieben Kinder des Malers Alois Schönn und der Sofie Dratschmiedt von Mährentheim (1832–1910). Sie war fünf Jahre lang Schülerin ihres Vaters (Aquarell). Ihr Debüt erfolgte 1891 im Wiener Künstlerhaus mit einem Interieur der Wohnung von Heinrich von Ferstel und einem Porträt von dessen Tochter Marianne von Ferstel (1869–1935).
Am 10. November 1895 heiratete sie den Juristen Richard Bratusch. Danach scheint sie nicht mehr als Malerin tätig gewesen zu sein; nach ihrem Suizid anlässlich eines Besuchs bei ihrem Sohn im Mai 1936 wurde sie in den Medien auf ihre Rolle als „Gattin des früheren Staatssekretärs Dr. Bratusch“ reduziert. Sie wurde in Klagenfurt bestattet.
Schönn war auf lebensgroße Aquarell-Porträts spezialisiert.